# Petersenita-(Ce)
La petersenita-(Ce) és un mineral de la classe dels carbonats que pertany al grup de la burbankita. Va rebre el seu nom l'any 1994 per Joel D. Grice, Jerry Van Velthuizen i Robert A. Gault en honor del Dr. Ole Valdemar Petersen (1939-), curador del museu de geologia de Copenhaguen (Dinamarca), pel seu treball en la mineralogia de les roques alcalines.

## Característiques
La petersenita-(Ce) és un carbonat de fórmula química Na₄(Ce,La,Nd)₂(CO₃)₅. Cristal·litza en el sistema monoclínic. Els cristalls poden ser prismàtics a aciculars, de fins a 7 mil·límetres, típicament en agregats paral·lels. La seva duresa a l'escala de Mohs és 3.
Segons la classificació de Nickel-Strunz, la petersenita-(Ce) pertany a «05.AD - Carbonats sense anions addicionals, sense H₂O, amb elements de les terres rares (REE)» juntament amb els següents minerals: sahamalita-(Ce), remondita-(Ce), remondita-(La) i paratooïta-(La).

## Formació i jaciments
Va ser descoberta a la pedrera Poudrette, al Mont Saint-Hilaire, a La Vallée-du-Richelieu RCM (Montérégie, Quebec, Canadà). També ha estat descrita en jaciments al Massís de Khibini (Rússia).